# Formiguer ocel·lat
El formiguer ocel·lat (Phaenostictus mcleannani) és una espècie d'ocell de la família dels tamnofílids (Thamnophilidae) i única espècie del gènere Phaenostictus Ridgway, 1909.

## Hàbitat i distribució
Habita el sotabosc de la selva pluvial de les terres baixes del Carib de l'est d'Hondures, est de Nicaragua, Costa Rica, ambdues vessants de Panamà, oest de Colòmbia i nord-oest d'Equador.